# Yoshihisa Yoshikawa
Pour les articles homonymes, voir Yoshikawa (homonymie) et Yoshihisa.
Yoshihisa Yoshikawa (吉川 貴久, Yoshikawa Yoshihisa), né le 4 septembre 1936 dans la préfecture de Fukuoka et mort le 12 octobre 2019, est un tireur sportif japonais.

## Carrière
Yoshihisa Yoshikawa participe aux épreuves de tir au pistolet à 50 mètres aux Jeux olympiques d'été de 1960, 1964, 1968 et 1972 ; il remporte la médaille de bronze en 1960 et 1964.

## Palmarès

### Jeux olympiques
- Rome 1960
  -  médaille de bronze au tir au pistolet à 50 mètres
- Tokyo 1964
  -  médaille de bronze au tir au pistolet à 50 mètres

### Championnats du monde
- Le Caire 1962
  -  médaille d'argent au tir au pistolet à 50 mètres

### Championnats d'Asie
- Tokyo 1967
  -  médaille d'or au tir au pistolet à 50 mètres
- Séoul 1971
  -  médaille d'argent au tir au pistolet à 50 mètres

### Jeux asiatiques
- Bangkok 1966
  -  médaille d'or au tir au pistolet à 50 mètres